# Magnus Martin af Pontin
Magnus Martin af Pontin, före 1817 Pontin, född 20 januari 1781, död 30 januari 1858, var en svensk läkare och skriftställare. 

## Biografi

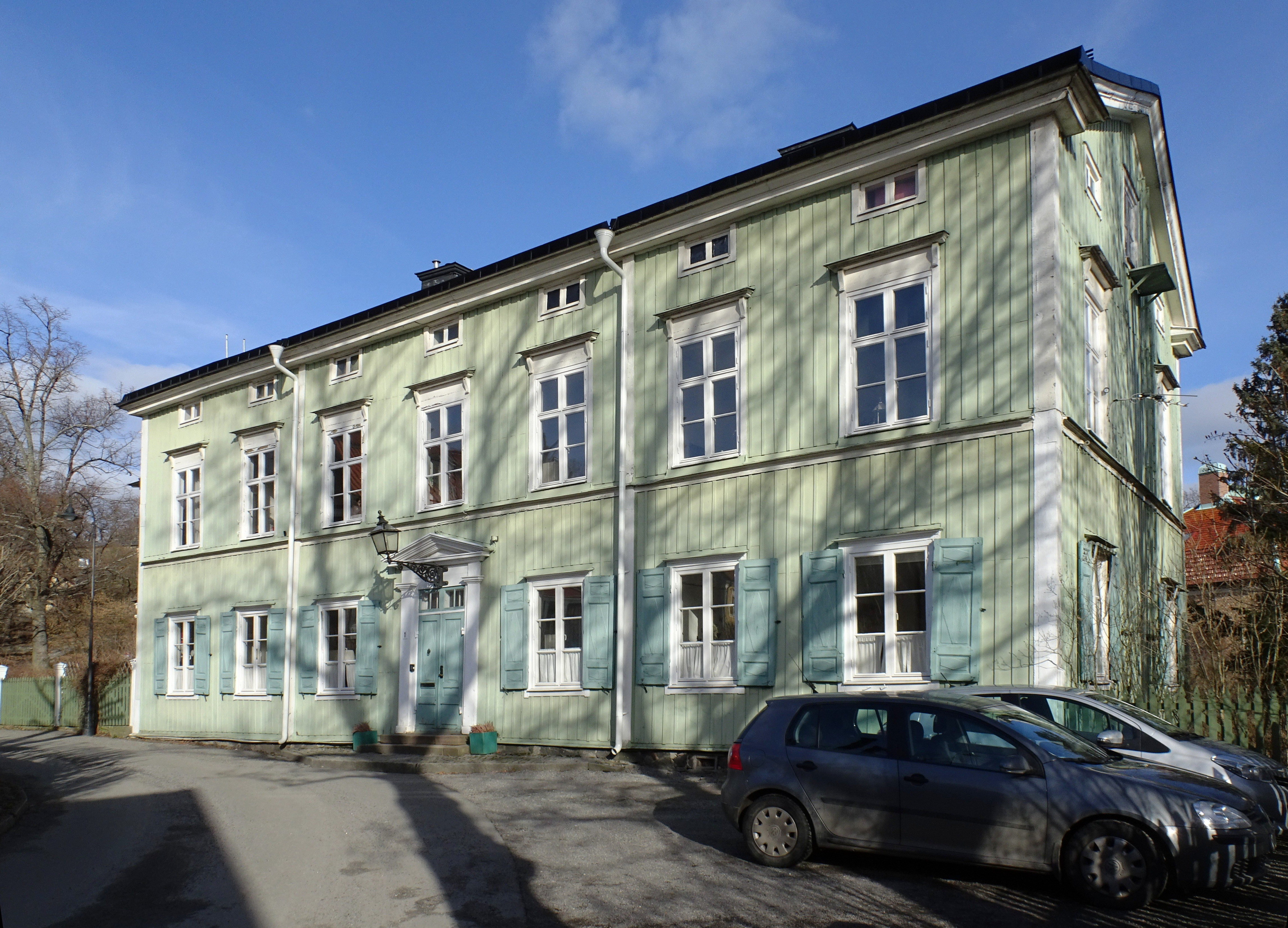
Villa Stora Rosenvik, av Pontins bostad efter 1828, arkitekt Fredrik Blom.

Magnus Martin af Pontin var sonsons sonson till Magnus Johannis Pontin. Han blev student vid Uppsala universitet 1798 och medicine doktor och läkare 1806. Han arbetade tillsammans med studiekamraten Berzelius.  
af Pontin blev hovmedikus 1807. Han eskorterade den avsatte Gustav IV Adolf till hans avresa från Karlskrona i slutet av 1809. af Pontin var därefter livmedikus hos Karl XIII 1809–1818. Han undersökte 1810 tillsammans med Berzelius den ifrågasatta obduktionen av kronprins Carl August. Han utnämndes till ordinarie assessor i Sundhetskollegium 1813, blev förste livmedikus 1825 och var medicinalråd 1835–1852. Pontin adlades 1817 och introducerad 1818 under namnet af Pontin med nummer 2255.
Han utarbetade Anvisning till valet af läkemedel för allmänna sjukvården, granskad och gillad af Sundhetskollegium  "för att tillgodose behovet av lättfattliga beskrivningar om de vanliga sjukdomarnas beskaffenhet, de sjukas skötsel,  samt ange vilka viktiga läkemedel som bör finnas även i mindre socken-apotek". Skriften utsändes 1816 av regeringen till varje socken i landet. Detta för att ge möjlighet till god vård utan att läkare fanns inom nära räckhåll, eftersom det var långt till läkare på landsbygden på den tiden. En omarbetad och utökad upplaga utsändes 1826. 
af Pontin var engagerad i Rosendals trädgård samt stiftare av och långvarig vice ordförande i Svenska Trädgårdsföreningen.
August Blanche beskriver hans breda intressen på detta sätt: "Han är läkare bland literatörerna och literatör bland läkarne". Blanche nämner också att "Pontins Metafor 'Sveriges blåa band', upprunnen vid invigningen af Göta kanal, torde måhända lefva lika länge som kanalen." 
af Pontin invaldes 1815 som ledamot nummer 358 av Kungliga Vetenskapsakademien.

### Familj
af Pontin var ättling till biskop Magnus Johannis Pontin. af Pontin var bosatt i Rosenvik på Södra Djurgården i Stockholm. Han gifte sig 1816 med Johanna Carolina (Jeanette) Elfving (1796-1833), som var en skicklig akvarellist. Paret fick tre söner, bland dem Constans Pontin, och fem döttrar. Ingen av sönerna efterlämnade manliga arvingar, varför adliga ätten af Pontin är utdöd. En av döttrarna var gift med Pehr Björkman.

### Eftermäle
af Pontin har en väg uppkallad efter sig på Södra Djurgården.

### Samlade skrifter
- Magnus Martin af Pontins samlade skrifter. Stockholm: Hörberg. 1850-1857. Libris 1980349
- Band 1. Stockholm. 1850. Libris 1980350
- Band 2, Skrifter i hvarjehanda ämnen ... 1853. Libris 1980351 - Innehåll: Afdelning 1, Jorden och Norden ; Afdelning 2, Skandinaviska Norden ; Afdelning 3, Tidsbilder ; Afdelning 4, Minnesbilder.
- Band 3, Skrifter i geologiska, historiska och vittra ämnen ... 1857. Libris 1980352 - Innehåll: Afdelning 1, Anteckningar öfver Politiska händelser och Naturhistoriska föremål under Resor till Skåne år 1810 ; Afdelning 2, Lefnads-teckningar öfver utmärkte vetenskapsmän. 1. Olof Swartz. 2. Jakob Berzelius.